# Бухта Прончищевой
Бухта Прончищевой, (на картах встречается как название бухта Прончищевой, так и ошибочное бухта Марии Прончищевой) — бухта Моря Лаптевых на восточном побережье Таймыра, примерно в 75 километрах к северу от входа в Хатангский залив. Административно находится в составе Красноярского края.

## География
Длина бухты — более 50 километров, ширина входа в бухту около 3 километров. Наибольшая глубина — 22 метра. С севера в бухту Прончищевой вдаётся полуостров Прончищевой, с южной — полуостров Медвежий Нос. К западу от бухты лежат горы Бырранга, с которых в бухту впадают несколько рек: Северная, Зелёная, Южная и др.
Берега низкие. Большую часть года покрыта льдом. Вокруг бухты — арктическая тундра. Акватория бухты и её берега входят в Арктический участок Таймырского заповедника. На берегу бухты ранее работала полярная станция.

## История
Открыта в 1736 году Василием Прончищевым. В 1740 году посещалась экспедицией Харитона Лаптева, который оставил такое описание этой бухты:

В параллеле 75° 15' ширины из моря в берег состоит губа, которая усмотрена и описана в 1740 году, на устье не шире 3-х вёрст. Потом, заворотяся, к северу пошла, и где ея вершина, за дальностию не изведана. По сей губе всегда в лете носит лёд полною водою без очищения. Собою сея губа глубока.

Долгое время была безымянной, в 1913 году мыс у входа в бухту был назван экспедицией Вилькицкого в честь жены Прончищева — Татьяны Прончищевой и на карте мыс был отмечен как «м. Прончищевой». В 1920-е годы картографы расшифровали эту надпись как «бухта Марии Прончищевой» и лишь в 1983 году студент МГУ В. Богданов установил подлинное имя и биографию Прончищевой.
Расположенная в окрестностях бухты гора Кинги названа в 1936 г. Г. А. Авсюком по фамилии начальника полярной станции бухты Марии Прончищевой в 1935—1937 гг. Алексея Георгиевича Кинги (Певцова) (1888—?).
Мыс Кузнецова был назван в 1936 году Г. А. Авсюком по фамилии исследовавшего этот район топографа Виктора Михайловича Кузнецова (1909—?).
Находящееся в окрестностях бухты озеро Лаг было названо полярными гидрографами в честь гидрографического судна «Лаг».
В бухту проходят экскурсии из Хатанги.